# Менденхолл, Эрин
Эрин Менденхолл (англ. Erin Mendenhall; род. 8 июня 1980, Аризона) — американская государственная и политическая деятельница. С 2020 года является мэром Солт-Лейк-Сити, штат Юта. Вступив в должность мэра Солт-Лейк-Сити, стала третьей и самой молодой женщиной на этой должности (после Диди Коррадини и Джеки Бискупски). До вступления в должность представляла 5-й округ в городском совете Солт-Лейк-Сити.

## Ранний период жизни и образование
Родилась в Аризоне и переехала в Санди, штат Юта, когда ей было семь лет. Её отец, Дон, умер от лимфогранулематоза, когда ей было 14 лет. Окончила Университет Юты, получив степень бакалавра гуманитарных наук по гендерным исследованиям, сертификат по лидерству и управлению в некоммерческих организациях. В 2019 году получила степень магистра наук в области науки и технологий в Университете Юты.

## Начало карьеры
После окончания колледжа проводила тестирование качества воздуха и внутренний аудит в компании Sterigenics, которая стерилизует медицинское оборудование.
Затем занялась политикой в качестве активиста по вопросам качества воздуха в организации Utah Moms for Clean Air, но в 2010 году стала соучредителем некоммерческой организации Breathe Utah, потому что быстро поняла, что может более эффективно бороться за изменения, сидя за столом принятия решений, а не протестуя за дверью.

## Городской совет (2014—2020)
В ноябре 2013 года была избрана в городской совет Солт-Лейк-Сити от округа 5, который включает кварталы Боллпарк, Либерти-Уэллс, Сентрал 9-й и Ист-Либерти-Парк. В январе 2014 год вступила в должность, и улучшение качества воздуха стало основой её программы. В мае 2014 года была назначена в Совет по качеству воздуха штата Юта, который является основным исполнительным органом по разработке политики качества воздуха в штате Юта.
В 2015 году вместе с городским советом единогласно проголосовала за сокращение лимитов финансирования избирательной кампании, уменьшив максимальный взнос на выборы мэра с 7500 до 3500 долларов США, а максимальный взнос на кандидата в городской совет с 1600 до 750 долларов США.
В июле 2017 года возглавила принятие указа о борьбе с предприятиями, которые являются рассадниками преступности. Указ был разработан, чтобы закрыть лазейку, которая привела к запрету мотелей и отелей на Стейт-стрит, разрешающих оказание секс-услуг и торговлю наркотиками без юридических последствий. «Мы проводим черту на песке», — сказала Эрин Менденхолл.
В 2017 году была переизбрана в городской совет, набрав 84 % голосов.
В ноябре 2017 года городской совет Солт-Лейк-Сити по её инициативе единогласно одобрил указ, ограничивающий вместимость приютов для бездомных до 200 человек.
В марте 2018 года Законодательное собрание Юты приняло законопроект, который исключил Солт-Лейк-Сити из процесса развития внутреннего порта в северо-западной части города. Законопроект также изъял 100 % налоговых поступлений, полученных от внутреннего порта, в то же время лишив мэра города места в Управлении внутреннего порта и заставив город платить за наличие на территории полиции и пожарной службы.
В июле 2018 года мэр Солт-Лейк-Сити Джеки Бискупски вышла из переговоров с правительством штата по проекту порта. Поскольку штат продвигал проект порта без участия города, Эрин Менденхолл возобновила переговоры в качестве председателя городского совета.
На основании этих переговоров 18 июля 2018 года Законодательное собрание Юты приняло дополнительный закон, который требовал, чтобы 10 % налоговых поступлений, полученных от внутреннего порта, инвестировались в доступное жилье в Солт-Лейк-Сити. Законопроект также требовал, чтобы порт выплачивал городу свою долю налогов, необходимых для покрытия расходов на городские услуги, включая полицию и пожарную службу. В редакционной статье газета Salt Lake Tribune назвала законопроект значительным улучшением по сравнению с тем, что было ранее в документах.

## Выборы мэра (2019)
24 марта 2019 года стала последней из девяти кандидатов, объявивших о своей кандидатуре на должность мэра, сославшись на свой «практический» опыт
14 апреля 2019 года официально начала свою кампанию возле станции мониторинга качества воздуха в Центре научного образования Солт-Лейк-Сити, ориентированного на STEM, в районе Роуз-Парк. «Моя работа в городском совете показывает, как я добиваюсь результатов», — сказала Эрин Менденхолл. «Как председатель совета, я обеспечила место для нашего города за столом, когда штат был готов двигаться вперед с внутренним портом без Солт-Лейк-Сити».
Опрос, проведенный в июне компанией Dan Jones & Associates для Торговой палаты Солт-Лейк-Сити, показал, что она заняла третье место с 12 % поддержки. Опрос Salt Lake Tribune-Hinckley Institute of Politics, проведенный в конце июля Cicero Group, также показал, что она заняла третье место с 14 % поддержки.
Опиралась на свой опыт работы в городском совете и позиционировала себя как кандидата, способного получить максимум от городского правительства. «После 12 лет мэров с опытом работы на Капитолийском холме вместо мэрии Солт-Лейк-Сити заслуживает мэра с нужным опытом для разнообразия», — написала в своей статье в Salt Lake Tribune 7 августа 2019 года.
Беспартийные первичные выборы состоялись 13 августа 2019 года. Она заняла первое место с 24,27 % голосов, опередив сенаторов штата Лус Эскамилью и Джима Дабакиса, чтобы участвовать во всеобщих выборах. Выпустила ряд политических предложений, включая планы, направленные на доступное жилье, создание высокотехнологичной экосистемы в городе и посадку 1000 новых деревьев в год на западной стороне города.
На выборах мэра Солт-Лейк-Сити в 2019 году победила сенатора штата Лус Эскамилью с результатом 58,17 % против 41,83 %, став 36-м мэром Солт-Лейк-Сити. Стала третьей женщиной-мэром города (после Диди Коррадини и Джеки Бискупски).

## Мэр (с 2020 года)

### Качество воздуха
В своей инаугурационной речи объявила, что городские департаменты начнут учитывать влияние на качество воздуха при принятии каждого решения, что побудило директора Utah Clean Air Partnership назвать этот шаг «феноменальным лидерством».
В 2021 году коммунальная служба, которая обеспечивает город электроэнергией, PacifiCorp, объявила, что не сможет поставлять возобновляемую электроэнергию до 2050 года — на 20 лет позже обещанного срока. Договорилась о первом в стране партнёрстве с более чем десятком других муниципалитетов, чтобы создать Агентство по возобновляемой энергии для сообщества, которое будет поставлять 100 % возобновляемой электроэнергии по всему городу к 2030 году.
Договорилась об отдельном партнёрстве с Парк-Сити, округом Саммит, Университетом долины Юты, курортом Дир-Вэлли и горнолыжным курортом Парк-Сити для строительства солнечной электростанции мощностью 80 мегаватт в округе Туэле, чтобы удовлетворить 80 % потребностей городского правительства в электроэнергии.
Согласно её политике устойчивого развития, все новые здания, получающие финансирование от города, должны соответствовать стандартам энергоэффективности и быть без выбросов.
Чтобы позволить большему количеству жителей города участвовать в программе обмена газонокосилок штата Юта, которая предоставляет скидки жителям, желающим обменять свою газовую газонокосилку на электрическую модель, она договорилась с государством об инвестировании городских средств в программу, предназначенную для жителей города. Четверть скидок была предназначена для жителей Вест-Сайда. Это изменение привело к тому, что в программе приняло участие в четыре раза больше жителей Солт-Лейк-Сити.
Кроме того, город переводит свои газонокосилки, работающие на бензине, на электрические, чтобы сократить загрязнение.
Чтобы способствовать использованию общественного транспорта, предложила и частично профинансировал программу Free Fare February в 2022 году, которая сделала всю систему Utah Transit Authority бесплатной для проезда в течение месяца. Окончательные данные, предоставленные Utah Transit Authority для Free Fare February, показывают 16%-ный рост пассажиропотока в будние дни по всей системе, 58%-ный всплеск по субботам (с 202%-ным ростом в поездах Frontrunner); и почти 33%-ный рост по воскресеньям (когда доступны только автобусы и TRAX). Успех программы привел к тому, что законодатели предложили отменить плату за проезд Utah Transit Authority навсегда. Губернатор Юты Спенсер Кокс сказал, что поддерживает эту идею, но Законодательное собрание Юты ещё не приняло этот законопроект.
В 2022 году также сотрудничала со школьным округом Солт-Лейк-Сити, чтобы предоставить бесплатные пропуска Hive Passs городским школьникам и учителям, поощряя их пользоваться общественным транспортом и снижая нагрузку на родителей.
Администрация города Солт-Лейк-Сити расширила возможности общественного транспорта, открыв новую станцию TRAX и автобусные остановки. Были запущены два новых автобусных маршрута, а также услуга по запросу в партнёрстве с UTA, чтобы помочь жителям Западной стороны получить доступ к системе общественного транспорта города.
Выполнила своё предвыборное обещание сажать 1000 новых деревьев на Западной стороне Солт-Лейк-Сити каждый год своего срока. Ожидается, что каждое дерево будет генерировать полмиллиона фунтов кислорода и удалять 20 000 фунтов загрязнения из воздуха каждый год. Программа направлена на сокращение значительного неравенства в городском покрове между восточной и западной сторонами города, последняя из которых исторически измеряет более высокий уровень загрязнения воздуха.

### Равенство ЛГБТК+
В 2021 году Эрин Менденхолл в городском совете расширила политику медицинского страхования городского правительства, чтобы покрыть операции по подтверждению пола для работников и членов их семей, на которых распространяется действие этой политики. Это решение заслужило похвалу исполнительного директора Equality Utah Троя Уильямса, который сказал Salt Lake Tribune: «Мэр Менденхолл и городской совет Солт-Лейк-Сити снова и снова демонстрируют непоколебимую любовь и поддержку сообществу ЛГБТК. Они посылают своим трансгендерным сотрудникам мощный сигнал о том, что их любят и принимают как полноценных, аутентичных личностей».
В 2019 году Солт-Лейк-Сити получил оценку 66 баллов в ежегодном Индексе муниципального равенства кампании за права человека. В 2020 году оценка улучшилась до 75. Город впервые получил оценку в 100 баллов в 2021 году и снова в 2022 году.
Открыто высказывалась от имени жителей ЛГБТК+. В марте 2022 года, после того как Законодательное собрание Юты преодолело вето губернатора на законопроект, запрещающий детям-трансгендерам заниматься школьным спортом, она написала: «Это то, кем мы являемся как штат? Я в растерянности. Это определенно не „Путь Юты“, и мне стыдно за то, как некоторые из лидеров нашего штата играют в политику с жизнями детей. Трансгендерным детям Юты: мне жаль, что это происходит с вами, и некоторые из наших лидеров, похоже, намерены изо всех сил преследовать и наказывать вас только за то, кто вы есть. Они не говорят от имени всех нас. Вы совершенны такими, какие вы есть. Вас любят. Я поддерживаю вас».
Накануне фестиваля гордости 2023 года Центр гордости Юты наградил её своей первой премией Соломона за союз с жителями ЛГБТК+. «Это много значит для меня, потому что я чувствую, что я не могу сделать достаточно, чтобы быть союзником», — сказала Менденхолл. «Я пыталась заставить город сделать больше, чем мы делали раньше».

### Угроза терроризма 2020 года
В апреле 2020 года во время пандемии COVID-19, согласно показаниям полиции, ей угрожал мужчина, который «заявил, что мэр должен открыть город. Если она этого не сделает, её силой отстранят от должности. Завтра будет протест, и если ничего не изменится, начнётся гражданская война, и полиция не сможет меня остановить». Мужчина был арестован и привлечен к ответственности за озвучивание террористической угрозы и преследование с помощью электронных коммуникаций.

### Инцидент с Райаном Аутло
В разгар продолжающегося расследования смерти Райана Аутло, афроамериканца, раненного ножом, которому полицейские отказали в медицинской помощи, мэр выступила в защиту двух офицеров, находящихся под следствием, заявив, что, по её мнению, «наши офицеры, как мы считаем, поступили так, как их учили». На вопрос, хочет ли она, чтобы офицеры «могли и хотели» оказывать первую помощь, она ответила: «Я хочу, чтобы наши офицеры были в безопасности, это их работа».

### Бездомные
Бездомность стала серьёзной проблемой на протяжении всего срока её полномочий. Утверждая, что государственные органы несправедливо переложили ответственность за решение проблемы бездомного населения в Солт-Лейк-Сити, отменила свою предыдущую поддержку расширения приютов для бездомных в сентябре 2021 года и поддержала введение общегородского запрета на строительство дополнительных приютов в октябре 2021 года, который был продлен до мая 2023 года.
Поддержала политику снижений количества полицейских рейдов для разгона лагерей бездомных. В сессии вопросов и ответов в Instagram в апреле 2023 года оценила ежегодные расходы на политику в более чем четыре миллиона долларов США, 2,2 миллиона из которых — сверхурочные работы полиции. 50 таких снижений произошло только в 2021 году. Критики, включая бывшего мэра Роки Андерсона, выступали за санкционированный центральный кемпинг, в интервью Fox13 заявила о своем несогласии с предложением: «Нет, черт возьми… Солт-Лейк-Сити не делает выделенную зону для кемпинга», и утверждая, что предложение было «джинном», которого город не может себе позволить.

### Споры о продаже и сносе театра Юта (Пантэйджес)
Театр Юта, когда-то известный как театр имени Пантэйджес, был более чем вековым залом исполнительских искусств, расположенным на Мейн-стрит в самом центре Солт-Лейк-Сити. Несмотря на свое былое величие, театр пришёл в упадок и пустовал. Театр был куплен Агентством по реконструкции Солт-Лейк-Сити под руководством мэра Ральфа Бекера с обещанием, что он будет спасен и восстановлен в своем прежнем великолепии.
Хотя оценочная стоимость театра составляла около 20 миллионов долларов США в конечном итоге он был передан застройщику Хайнсу бесплатно even after it was discovered that they had made questionable donations to Mendenhall’s mayoral campaign., даже после того, как выяснилось, что они сделали сомнительные пожертвования на мэрскую кампанию Эрин Менденхолл. Несмотря на усилия общественности по спасению театра, включая одобренную петицию о добавлении объекта в Национальный реестр исторических мест США эти усилия остались без внимания, поскольку Эрин Менденхолл и городской совет проигнорировали просьбы общественности и сохраняющиеся юридические вопросы о соглашении с застройщиком; и позволили снести его.

### Субсидия на стадион
В 2024 году поддержала предложение выделить 1 миллиард долларов США из денег налогоплательщиков на строительство стадиона для потенциальной команды НХЛ.

## Выборы мэра (2023)
12 апреля 2023 года объявила о выдвижении своей кандидатуры на переизбрание в видеоролике для сторонников, заявив: «Это особое время для Солт-Лейк-Сити. Как и все великие города, мы растем. Мы меняемся. Наша культура, наша ночная жизнь, наш рынок труда в сфере высоких технологий. Последние несколько лет подвергли нас испытанию, прошли через землетрясения, внутренние ураганы, но мы стали сильнее, чем когда-либо. Солт-Лейкерс — стойкие, креативные и инновационные, и мы упорно трудились, чтобы добиться реальных результатов, добиться реального прогресса».
Объявление включало длинный список одобрений, включая бывшего представителя США Бена Макадамса, мэра округа Солт-Лейк Дженни Уилсон, двух сенаторов штата и пяти представителей штата, председателей 14 общественных советов, профсоюзов, представляющих город полицейских и пожарных, а также Американская федерация труда — Конгресс производственных профсоюзов, Central Utah Federation of Labor, AFSCME Local 1004, Operating Engineers Local 3, Laborers Local 295, Bricklayers and Allied Craftworkers Local 1 и American Federation of Teachers-Utah.
Выложила видео в The Neighborhood Hive в районе Шугар-Хаус города 15 апреля 2023 года. «Наш город не идеален, но он великолепен», — сказала Менденхолл сторонникам. «Наш рост и неустанная преданность людей, которые вложили свои сердца в этот город, подпитывают поистине удивительные возможности». Представила лидера движения за гражданские права преподобного Франса Дэвиса из Calvary Baptist Church.
Участвовала в выборах против бывшего мэра и сенатора/кандидата в президенты Роки Андерсона и местного активиста и общественного организатора Майкла (Паттона) Валентайна. Выборы станут первыми в истории города, где будет использоваться рейтинговое голосование на выборах мэра.
Была переизбрана, набрав пятьдесят восемь процентов голосов в первом туре.

### Сбор средств
В отчете о финансировании кампании, поданном 15 февраля 2023 года — первом с тех пор, как Роки Андерсон объявил о своей кандидатуре, Эрин Менденхолл сообщила о сборе 200 811 долларов США, расходах 88 073 долларов США и наличии 250 972 долларов США наличными. Андерсон сообщил о сборе 126 461 доллара США, расходах 76 781 доллара США и наличии 49 780 долларов США наличными. Майкл (Паттон) Валентайн сообщил о сборе $110, расходах $93,82 и наличии $16,18 наличными.
В отчёте о финансировании кампании, поданном 3 июля 2023 года, сообщиал о сборе $212 195, расходах $101 780 и наличии $360 003 наличными. Её кампания сообщила о получении 603 взносов в общей сложности за этот период от 504 индивидуальных доноров. Андерсон сообщил о сборе $101 780 от более чем 400 индивидуальных доноров, расходах $60 927 и наличии $90 632 наличными. Валентайн сообщил о сборе $115, расходах $98,65 и наличии $32,53 наличными.

## Награды
- В 2020 году Экологическое общество Америки признало её 13-м лауреатом ежегодной премии в области региональной политики за её «пожизненную приверженность научно обоснованной пропаганде чистого воздуха»[72];
- В 2021 год получила награду BioUtah «Друг отрасли» за поддержку индустрии наук о жизни штата[73];
- В 2021 году была признана «Лучшим выборным должностным лицом» читателями газеты City Weekly[74];
- В 2022 году получила награду «За выдающиеся достижения в общественной деятельности — государственный служащий» от Community Action Partnership of Utah[75];
- В 2022 году снова была признана «Лучшим выборным должностным лицом» читателями City Weekly[76];
- В 2023 году Utah Clean Air Partnership на своем ежегодном саммите наградила своей первой премией «Человек года»[77];
- В 2023 году Utah Pride Center наградил своей первой премией Соломона за её союз с жителями ЛГБТК+[78].

## Личная жизнь
В ноябре 2014 года сообщалось, что у Эрин Менденхолл и её коллеги-члена совета Кайла ЛаМальфы была внебрачная связь. Она и ЛаМальфа раскрыли свои отношения городскому прокурору Маргарет Плейн, которая заявила, что не существует никаких юридических или этических проблем. Позже они с ЛаМальфой поженились. В настоящее время ЛаМальфа является директором по науке о данных в Vive Financial.
Живёт в районе Ист-Либерти-Парк со своей дочерью Милой и сыновьями Кэшем и Эвереттом.